# BLUE FRONT SHIBAURA
BLUE FRONT SHIBAURA（ブルーフロント芝浦）は、東京都港区芝浦一丁目に建設中の複合施設（ツインタワー）である。

## 概要
野村不動産とJR東日本が共同で推進する浜松町ビルディングの建て替え事業であり、野村不動産が保有する浜松町ビルディングと、JR東日本が保有する東海道貨物支線大汐線用地（カートレイン乗降場跡地）を合わせた4ヘクタールを超えるエリアで、TOWER SとTOWER Nからなる高さ約235mのツインタワーを段階的に建てていく計画である。設計には世界的な建築家の槇文彦を起用している。
2021年10月、浜松町ビルディング別館「スリーワンプラザ」を解体した跡地にTOWER Sが着工し、2025年2月28日に完成した。その後、浜松町ビルディングを解体し、跡地にTOWER Nを建設する。2031年3月までの全体完成を目指す。なお、浜松町ビルディング（高さ165.9m）の解体は、日本の超高層建築物の解体において過去最大の高さとなる予定（2023年現在では、高さ162.6mの世界貿易センタービルディング旧本館の解体が最高）である。
ツインタワーのうちTOWER Sにはアコーホテルズのラグジュアリーホテル「フェアモント東京」が日本初進出することや、野村不動産やそのグループ各社の本社が移転することが発表されている。
2024年5月30日に、この街区の名称を『BLUE FRONT SHIBAURA』にすることを発表した。この名称には「東京都心部における空と海の最前列である本プロジェクトが持つ、圧倒的な開放感」を表していて、このプロジェクトには「水辺ならではのライフスタイルを創造し、これを広め、東京のベイエリアをつないでいく」ことを目指して、「更なる成長が期待される東京のベイエリア」から、東京の発展に寄与していくとしている。
2025年2月28日、TOWER Sと外構部の飲食店舗が竣工した。同年5月30日にはBLUE FRONT SHIBAURA外構部のGREEN WALK内エリアの飲食店舗、7月1日にはフェアモント東京、8月にオフィスフロア、9月1日に商業店舗が順に開業予定であることも発表された。同年3月1日、東京ガス野村不動産エナジーは芝浦エネルギーセンターの竣工とTOWER Sへのエネルギー供給を発表した。同年3月5日、GREEN WALKにグリーン水素発電システムが導入されたことが発表された。

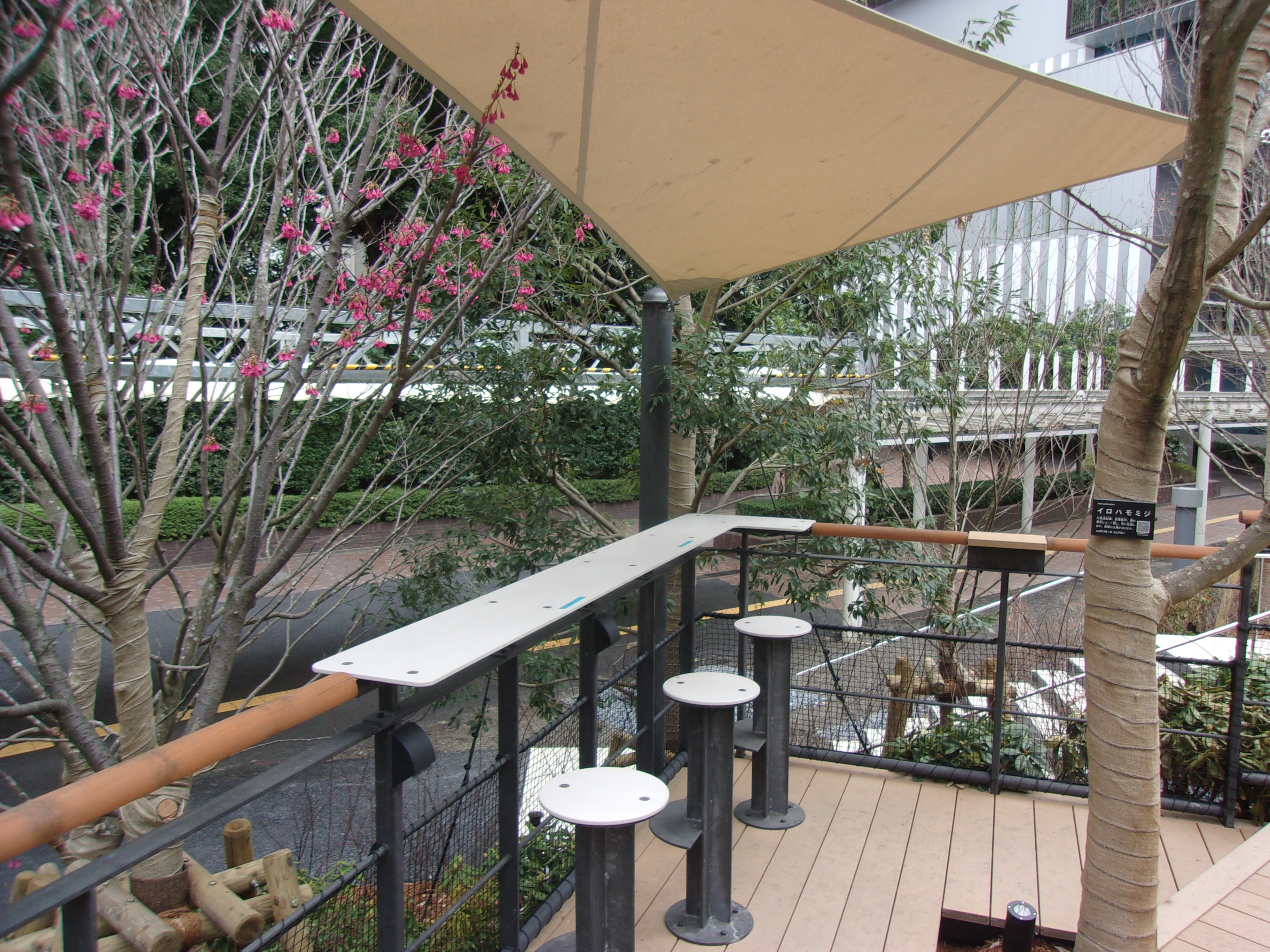
GREEN WALK
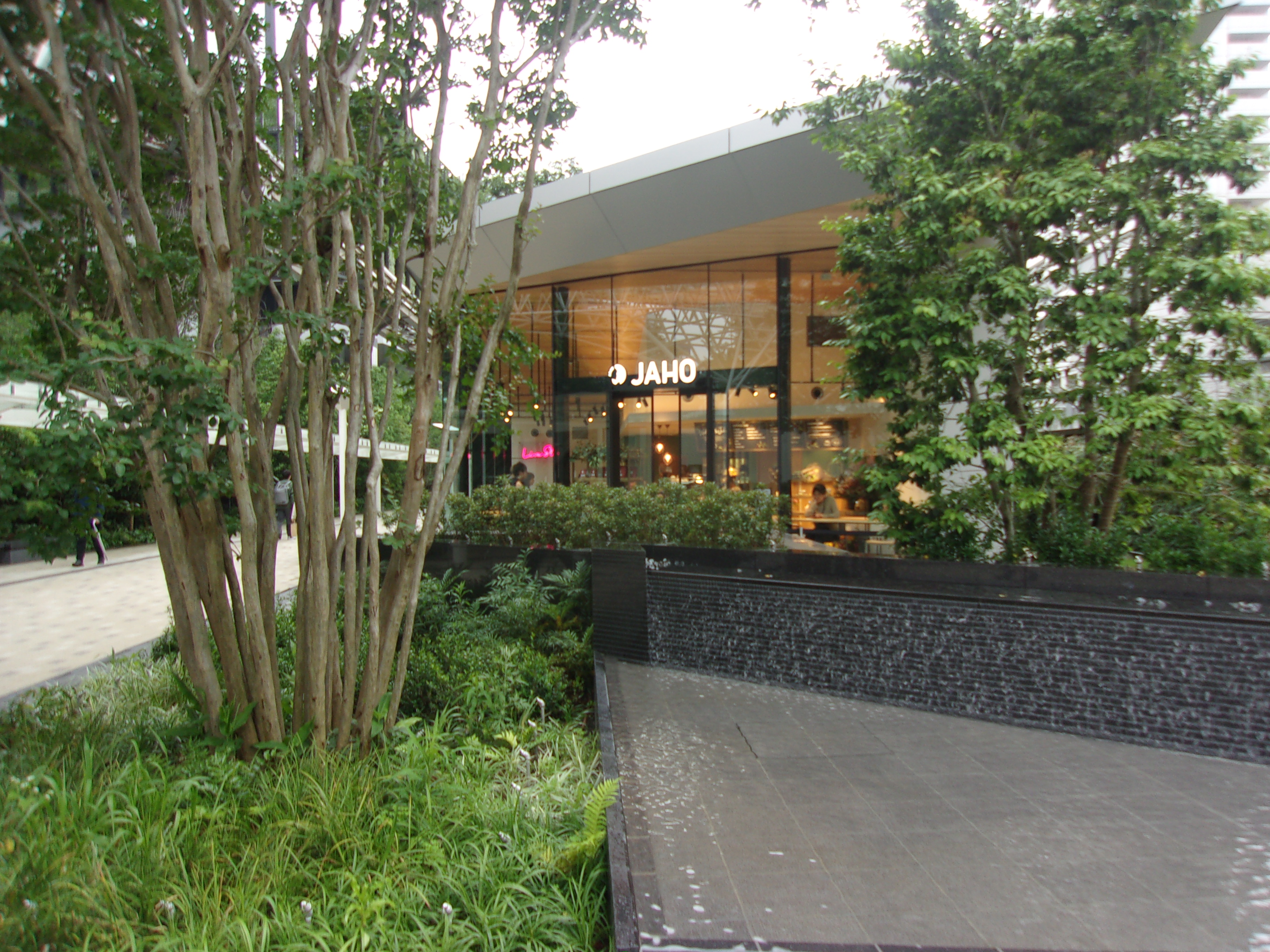
グリーンウォークのカフェ
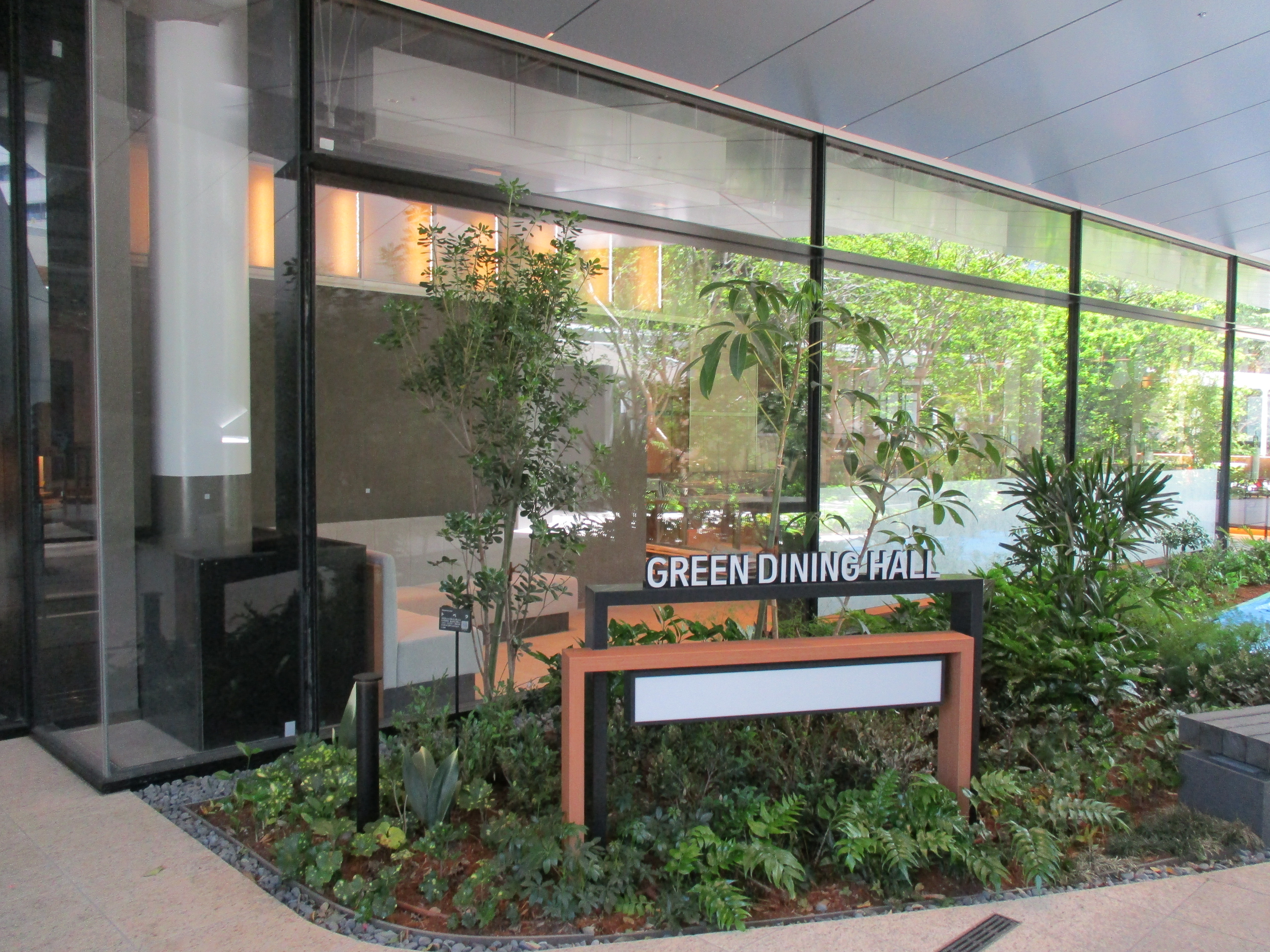
GREEN DINING HALL
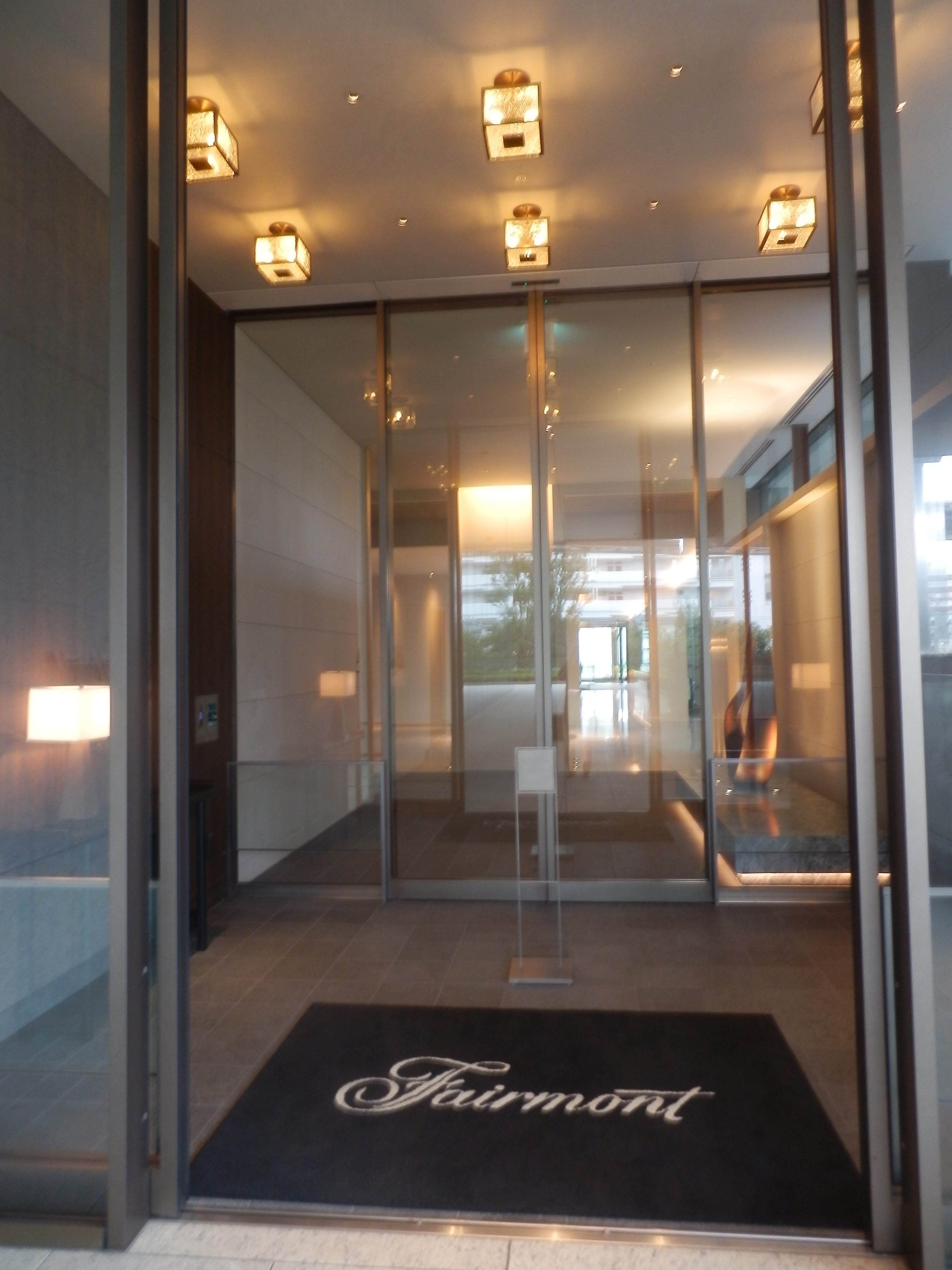
フェアモントのエントランス